# Lac Jacqueline (rivière aux Écorces Nord-Est)
Pour les articles homonymes, voir Jacqueline et Lac Jacqueline.
Le lac Jacqueline est un plan d'eau douce du bassin versant de la rivière aux Écorces, de la rivière Pikauba et de rivière Saguenay, dans le territoire non organisé de Lac-Jacques-Cartier, dans la municipalité régionale de comté (MRC) de La Côte-de-Beaupré, dans la région administrative de la Capitale-Nationale, dans la province de Québec, au Canada.
La zone autour du lac est desservie indirectement par la route 175 qui passe du côté est, pour les besoins des activités récréotouristiques, surtout la villégiature. Une route forestière secondaire passe entre le lac Jacqueline et le lac Germain.
La foresterie constitue la principale activité économique du secteur ; les activités récréotouristiques, en second.
La surface du lac Jacqueline est habituellement gelée du début de décembre à la fin mars, toutefois la circulation sécuritaire sur la glace se fait généralement de la mi-décembre à la mi-mars.

## Géographie
Les principaux bassins versants voisins du lac Jacqueline sont :
- côté nord : rivière aux Écorces Nord-Est, ruisseau Simard, ruisseau Madeleine, rivière Pikauba ;
- côté est : ruisseau des Pies, ruisseau de l’Enfer, rivière Pikauba, rivière aux Écorces Nord-Est ;
- côté sud : rivière Launière, lac Launière, rivière Cavée, rivière Jacques-Cartier Nord-Ouest ;
- côté ouest : ruisseau Delphis, ruisseau Joyal, rivière aux Écorces du Milieu, rivière aux Écorces Nord-Est, ruisseau Kane, ruisseau Gravel.

Le lac Jacqueline comporte une longueur de 2,9 km, une largeur de 0,75 km et une altitude de 791 m. Ce lac est surtout alimenté par des ruisseaux riverains, par la décharge (venant de l’est) du lac Lory et par un ruisseau (venant du sud-est). Ce lac est entouré de montagnes du côté est et sud, dont les sommets atteignent 963 m au nord-est, 896 m à l’est et 990 m au sud. La digue à l’embouchure du lac Jacqueline est située au nord-ouest, à :
- 4,1 km au sud-est de la confluence de la décharge du lac Jacqueline et de la rivière aux Écorces Nord-Est ;
- 4,6 km au nord-est du lac Franchère ;
- 6,0 km au nord-ouest du barrage à l’embouchure du lac Honorine qui est le lac de tête de la rivière Launière ;
- 7,8 km au sud-ouest du cours de la rivière Pikauba ;
- 12,2 km au sud-ouest de la route 175 ;
- 25,1 km au nord-est de la confluence de la rivière aux Écorces Nord-Est et de la rivière aux Écorces[2].

À partir de l’embouchure du lac Jacqueline, le courant suit consécutivement le cours de la rivière aux Écorces Nord-Est sur 42,7 km généralement vers l’ouest, le cours de la rivière aux Écorces sur 98,5 km généralement vers l’ouest, puis vers le nord, le cours de la rivière Pikauba sur 35,0 km généralement vers le nord-est, traverse le lac Kénogami sur 17,6 km vers le nord-est jusqu’au barrage de Portage-des-Roches, puis suit le cours de la rivière Chicoutimi sur 26,2 km vers l’est, puis le nord-est et le cours de la rivière Saguenay sur 114,6 km vers l’est jusqu’à Tadoussac où il conflue avec l’estuaire du Saint-Laurent.

## Toponymie
Le terme « Jacqueline » constitue un prénom d’origine française.
Le toponyme « lac Jacqueline » a été officialisé le 5 décembre 1968 par la Commission de toponymie du Québec.